# 부르크도르프역
부르크도르프역(독일어: Bahnhof Burgdorf)은 스위스 베른주 부르크도르프 지자체에 있는 기차역이다. 이 철도는 3개의 표준궤 철도 노선인 스위스 연방 철도의 올텐-베른선과 BLS AG의 부르크도르프-툰선 및 졸로투른-랑나우선의 교차점에 있다.

## 운행편
다음 서비스는 부르크도르프에서 정차한다:
- 인터레기오 : 베른과 올텐 사이를 30분 간격으로 운행한다. 기차는 매시간 취리히 중앙역을 거쳐 쿠어까지 계속 운행된다.
- 레기오 : 툰과 졸로투른 사이의 시간별 서비스.
- 베른 S-반 S4/S44 : 툰까지 30분, 랑나우, 졸로투른 또는 주미스발트-그뤼넨까지 1시간 간격 운행.